# Ruprecht IV. (Nassau)

Das Wappen der Grafen von Nassau

Ruprecht IV. von Nassau († nach 1. Januar 1239) war Graf von Nassau. Er wurde später Ritter des deutschen Ordens.

## Leben

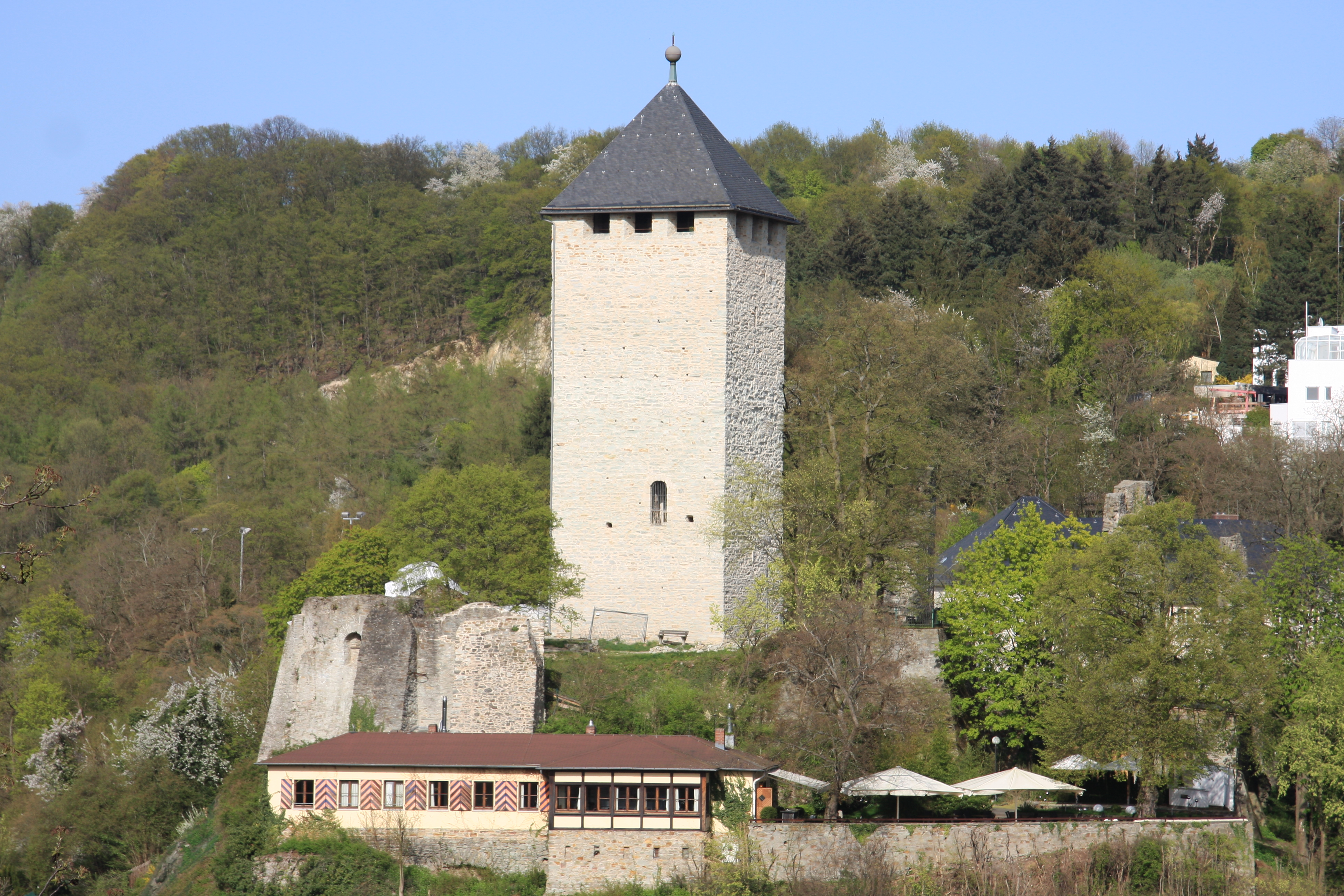
Burg Sonnenberg

Ruprecht war der zweite Sohn des Grafen Walram I. von Nassau und einer gewissen Kunigunde, möglicherweise eine Tochter eines Grafen von Sponheim oder eine Tochter des Grafen Poppo II. von Ziegenhain.
Ruprecht wird zum ersten Mal in einem Urkunde vom 20. März 1198 erwähnt, zusammen mit seiner Mutter und seinem Bruder Heinrich II. Diese Erwähnung bedeutet, dass er und sein Bruder zu diesem Zeitpunkt volljährig waren.
Zwischen 1198 und 1230 wird er als Graf von Nassau erwähnt. Ruprecht regierte mit seinem Bruder Heinrich.
Walram I. war von Kaiser Friedrich I. Barbarossa mit dem Königshof Wiesbaden belehnt worden. Die Besitztümer Nassaus in diesem Gebiet wurden um 1214 erweitert, als Heinrich II. die Reichsvogtei über Wiesbaden und den umliegenden Königssondergau erhielt, die er als Lehen innehatte.
Um 1200 begannen Heinrich und Ruprecht mit dem Bau der Burg Sonnenberg auf einem Felsen nördlich von Wiesbaden zum Schutz gegen den Erzbischof von Mainz und seine Vasallen, die benachbarten Herren von Eppstein, mit denen es dauerhafte Grenzstreitigkeiten gab. Aber das Mainzer Domkapitel beanspruchte Sonnenberg als ihren Besitz. Um diesen Konflikt zu lösen, zahlte Nassau 1221 einen Betrag von 30 Mark an das Kapitel, um das Land Sonnenberg zu erhalten. Sie waren gezwungen, die Souveränität des Mainzer Erzbischofs über die Burg Sonnenberg anzuerkennen und als Lehen von Mainz zu nehmen.
Ruprecht war seit 1230 ein Ritter des deutschen Ordens. Bei seinem Tod 1239 überließ Ruprecht diesem sein Erbe. Dies führte zu Konflikten zwischen dem Haus Nassau und dem Deutschen Orden.

## Nachkommen
Ruprecht heiratete vor 11. Dezember 1215 mit Gertrud († um 1222), möglicherweise eine Tochter des Grafen von Cleeberg. Aus dieser Ehe sind keine Kinder bekannt.